# Chaetobranchus semifasciatus
Chaetobranchus semifasciatus es una especie de peces de la familia Cichlidae en el orden Perciformes.

## Morfología
Los machos pueden llegar alcanzar los 23 cm de longitud total.

## Alimentación
Parece ser que es herbívoro.

## Hábitat
Es una especie de clima tropical.

## Distribución geográfica
Se encuentra en Sudamérica  cuenca del Río Amazonas (desde Tabatinga hasta  Óbidos, Brasil ).